# ویکس هاوزن
ویکس هاوزن (به آلمانی: Darmstadt-Wixhausen) یک منطقهٔ مسکونی در آلمان است که در دارمشتات واقع شده‌است. ویکس هاوزن ۵٬۷۴۷ نفر جمعیت دارد.